# Rampa del gas
La rampa del gas è un elemento costituente un sistema di combustione di gas (generalmente metano) atto a convogliare il combustibile dalla rete o dal serbatoio fino al bruciatore.

Si può semplificare come un tratto di tubazione sul quale vengono montati una serie di apparecchiature e strumenti: la mancanza di uno di essi può compromettere il funzionamento dell'impianto stesso. Ovviamente non esiste un unico modello di rampa del gas, ma ciascun generatore di calore, sia esso una caldaia o un forno, necessita di una specifica rampa.
I criteri di cui bisogna tenere conto durante la progettazione sono:
- il tipo di applicazione (civile o industriale)
- il tipo di gas utilizzato (metano, GPL, gas di città, gas di cokeria)
- la potenza dell'impianto di combustione
- la pressione del gas in ingresso

Per quanto riguarda la pressione di alimentazione, nelle applicazioni industriali spesso la pressione del gas in ingresso è elevata (maggiore di 1 bar), e dal momento che le apparecchiature (in particolare i bruciatori) lavorano a valori notevolmente più bassi, occorre realizzare una riduzione di pressione; per questo motivo la rampa del gas può anche prendere il nome di stazione di decompressione o stazione di riduzione.
Una rampa può essere dimensionata per alimentare un singolo bruciatore o per fornire combustibile a un determinato numero di bruciatori (nei forni industriali se ne possono avere anche centinaia); i progettisti devono comunque fare riferimento a normative nazionali e/o europee, quali le UNI-CIG o le EN. Queste normative stabiliscono regole importanti affinché possa essere garantita la sicurezza delle persone e delle apparecchiature, nonché il corretto e duraturo funzionamento dell'impianto, in modo da ridurre al minimo i guasti ed i malfunzionamenti, ed a massimizzare il risparmio di combustibile.

## Componenti costituenti la rampa
Come accennato, ogni applicazione necessita di determinati componenti, anche se molti di essi sono necessari a priori e non possono mai mancare (a parte qualche raro caso particolare).
Si possono distinguere i componenti in 2 categorie:
- accessori operativi: agiscono sul gas modificandone una o più proprietà chimico/fisica;
- strumenti di misura
  - strumenti di misura puri: hanno lo scopo di rilevare il valore di una specifica grandezza chimico-fisica;
  - strumenti per la regolazione ed il controllo: rilevano una grandezza e successivamente operano in modo da fornire in uscita una grandezza voluta o un messaggio circa lo stato di funzionamento dell'impianto.

Ecco un elenco di apparecchiature che si possono incontrare su una rampa gas:
Apparecchi operativi
- valvola di intercettazione
- filtro
- riduttore di pressione
- valvola di blocco
- valvola di sfiato
- elettrovalvola generale del gas.

Apparecchi di misura
- misuratore di portata
- manometro.

Apparecchi di controllo e regolazione
- pressostato
- sistema di controllo tenuta.

Negli impianti con unica stazione che alimenta più bruciatori, oltre alla rampa generale esistono anche quelle dei bruciatori, dotate a loro volta di apparecchiature particolari, quali:
- rubinetto di isolamento bruciatore
- elettrovalvola gas al bruciatore (o in alternativa valvola a farfalla motorizzata)
- organo regolatore di rapporto aria/gas (utilizzato in impianti dove è presente una rete di distribuzione dell'aria di combustione)
- diaframma calibrato per la misura della portata
- giunto flessibile antivibrazioni.

## Informazioni aggiuntive
Le tubazioni del gas metano sono di colore giallo scuro; i loro diametri e le apparecchiature ad esse collegate devono essere caratterizzate da uno specifico DN (diametro nominale, espresso in mm o in pollici).
Le apparecchiature devono anche essere caratterizzate da un valore di pressione nominale PN; inoltre per DN che arrivano fino ai 2 pollici (DN50), i collegamenti sono del tipo filettato. Oltre i 2 pollici si hanno attacchi flangiati.